# Hans-Eugen Sommer

Hans-Eugen Sommer

Hans-Eugen Louis Willi Curt Sommer (* 13. Dezember 1901 in Rostock; † 18. April 1952 in Deichsende) war ein deutscher Politiker (NSDAP).

## Leben
Hans-Eugen Sommer, Sohn eines Schneidermeisters, schloss sich nach der Teilnahme am Ersten Weltkrieg einem Freikorps an. Dann folgte ein Studium der Medizin, u. a. an der Universität Rostock. Im März 1920 nahm er als Angehöriger des Zeitfreiwilligen-Bataillons Rostock am Kapp-Putsch in Mecklenburg teil. Von 1921 bis 1923 gehörte er dem Freikorps Roßbach an, mit dem er an den Grenzlandkämpfen in Oberschlesien teilnahm. Ab November 1923 war Sommer Mitglied des III. Bataillons des Infanterie-Regiments 5 der Schwarzen Reichswehr in Rostock. 1925 schloss Hans-Eugen Sommer sein Medizinstudium mit der Promotion ab. Seine medizinischen Praktika leistete er im Augusta-Krankenhaus in Bochum und an der Hautklinik der Universität Rostock ab.
Im März 1924 gehörte Sommer zu den Begründern der Ortsgruppe Rostock der Nationalsozialistischen Vereinigung, 1925 wurde er Mitglied der SA und trat in die NSDAP ein (Mitgliedsnummer 3.199).
Von 1926 bis März 1933 arbeitete er als niedergelassener Allgemeinmediziner in Brüel, wo er bis 1929 auch die Ortsgruppe der NSDAP leitete. Im Dezember 1926 heiratete er Liselotte Gottschalk, das Paar hatte sechs Kinder.
Von 1933 bis 1935 war er Stabsarzt der Landespolizei. In seiner Funktion als NSDAP-Kreisleiter und freier Stabsarzt der Landespolizei in Wismar kandidierte er erfolglos bei der Reichstagswahl am 29. März 1936.
1938 wurde er zum Polizeipräsidenten in Rostock ernannt. Ab April 1939 war Sommer Mitglied der SS (Mitgliedsnummer 327.336), in der er bis zum Standartenführer aufstieg. Am 1. April 1943 trat Sommer im Nachrückverfahren für den verstorbenen Abgeordneten Fritz Montag als Abgeordneter des Wahlkreises 35 (Mecklenburg) in den nationalsozialistischen Reichstag ein.
1945 gelang die Flucht über Dänemark nach Hamburg (1947). Zwischenzeitlich hatte sich Sommer einer Verhaftung durch Flucht entzogen. Dem Bundesarchiv liegt ein Dokument vor, das ihn für einen der Nachfolgeprozesse des Nürnberger Kriegsverbrecherprozesses vorsieht.
Ab 1951 arbeitete Sommer als Reisevertreter für die Firma Hartmann Verbandsstoffe. Hans Eugen Sommer ist im 18. April 1952 durch einen Verkehrsunfall in Deichsende zu Tode gekommen.

## Schriften
- Die Tenotomie als Operationsmethode zur Beseitigung des Strabismus convergens, Rostock 1925. (Dissertation)